# Słobódka Górna
Słobódka Górna (ukr. Горішня Слобідка) – wieś na Ukrainie w obwodzie tarnopolskim, w rejonie czortkowskim.
Przynależność administracyjna przed 1939 r.: gmina Monasterzyska, powiat buczacki, województwo tarnopolskie. 
12 lipca 1941 r. nacjonaliści ukraińscy z OUN zamordowali 7 Polaków, w tym nauczyciela Władysława Haniszewskiego i jego rodzinę. 
We wsi urodził się Hilarion Bociurkiw, który w 1910 zdobył stopień doktora praw na Uniwersytecie Lwowskim.
Do 2020 w rejonie monasterzyskim.